# 熊野神社 (恵那市上矢作町下)
熊野神社（くまのじんじゃ）は、岐阜県恵那市上矢作町下467にある神社。岐阜県神社庁による銀幣社。
上矢作町下と上矢作町小田子の両集落の鎮守である。かつて境内には熊野会館があり、農村歌舞伎の上演や映画の上映などが行われた。

## 祭神
- 熊野久須美命（くまのくすびのみこと）など[2]

## 歴史

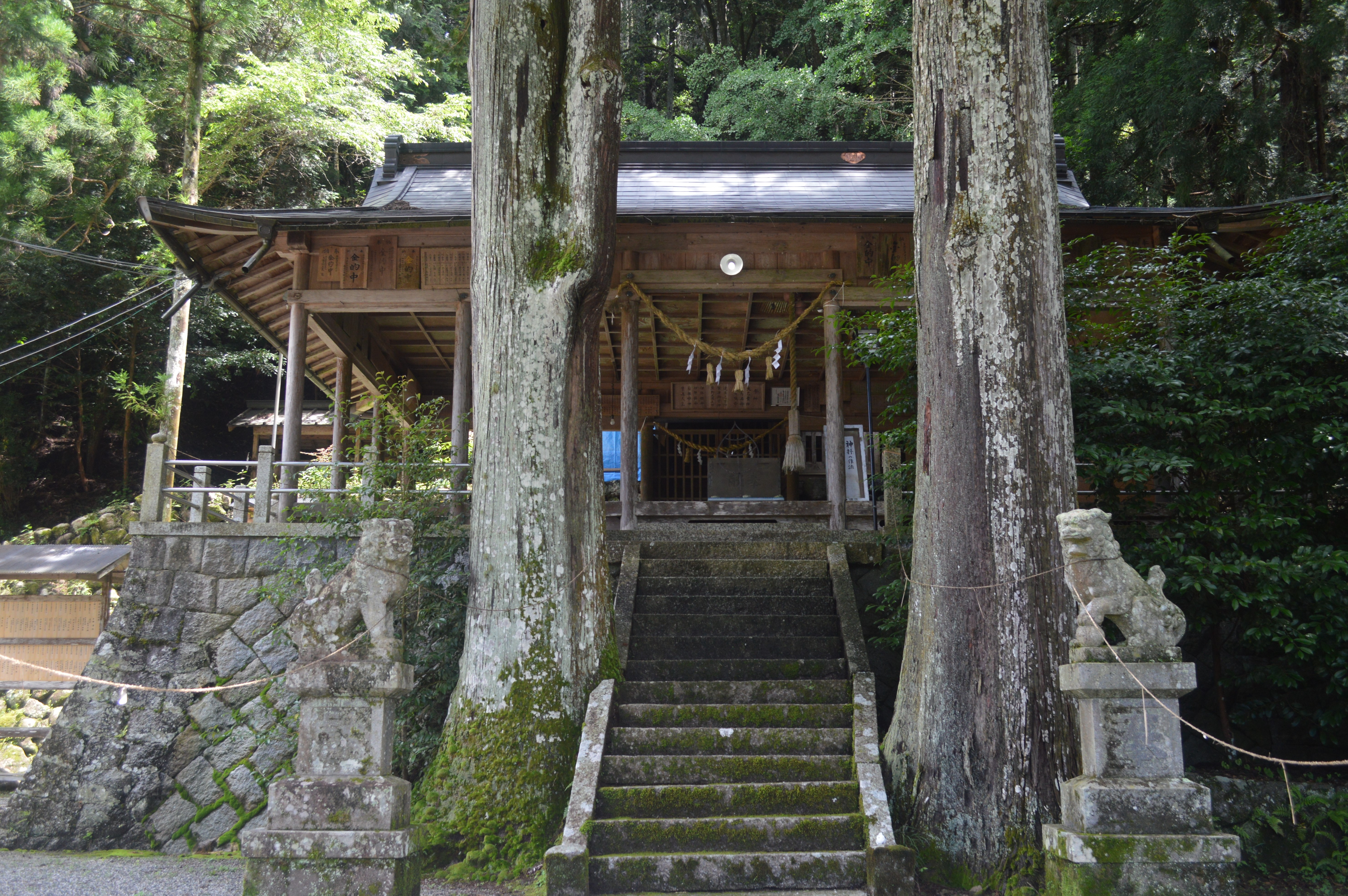
社殿

天正年間（1573年～1592年）に串原城主の串原遠山氏に仕えた大島兵衛九郎が創建し、
享保10年（1725年）に再建されたと伝わる。
昭和17年（1942年）に現在の本殿が造営され、戦後には岐阜県神社庁によって銀幣社に指定された。

## 境内
かつて境内には農村歌舞伎舞台の宮本座があり、興行の際には野天の客席が設けられた。
昭和27年（1952年）には宮本座が解体され、本格的な芝居小屋である熊野会館が建てられた。熊野会館は常設の花道や桟敷、廻り舞台などを備えており、やがて椅子席に改装されて映画館化された。

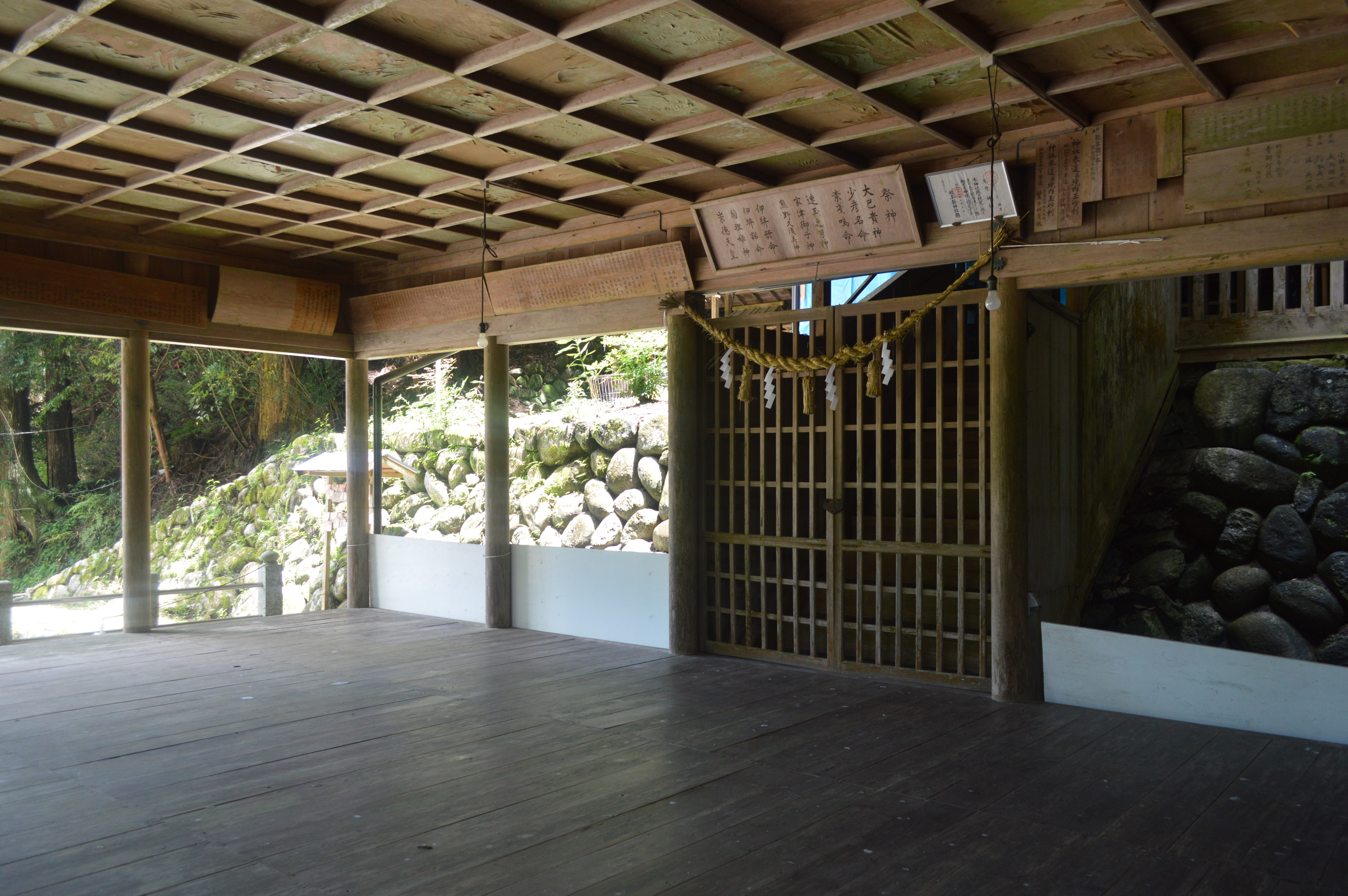
社殿の内部
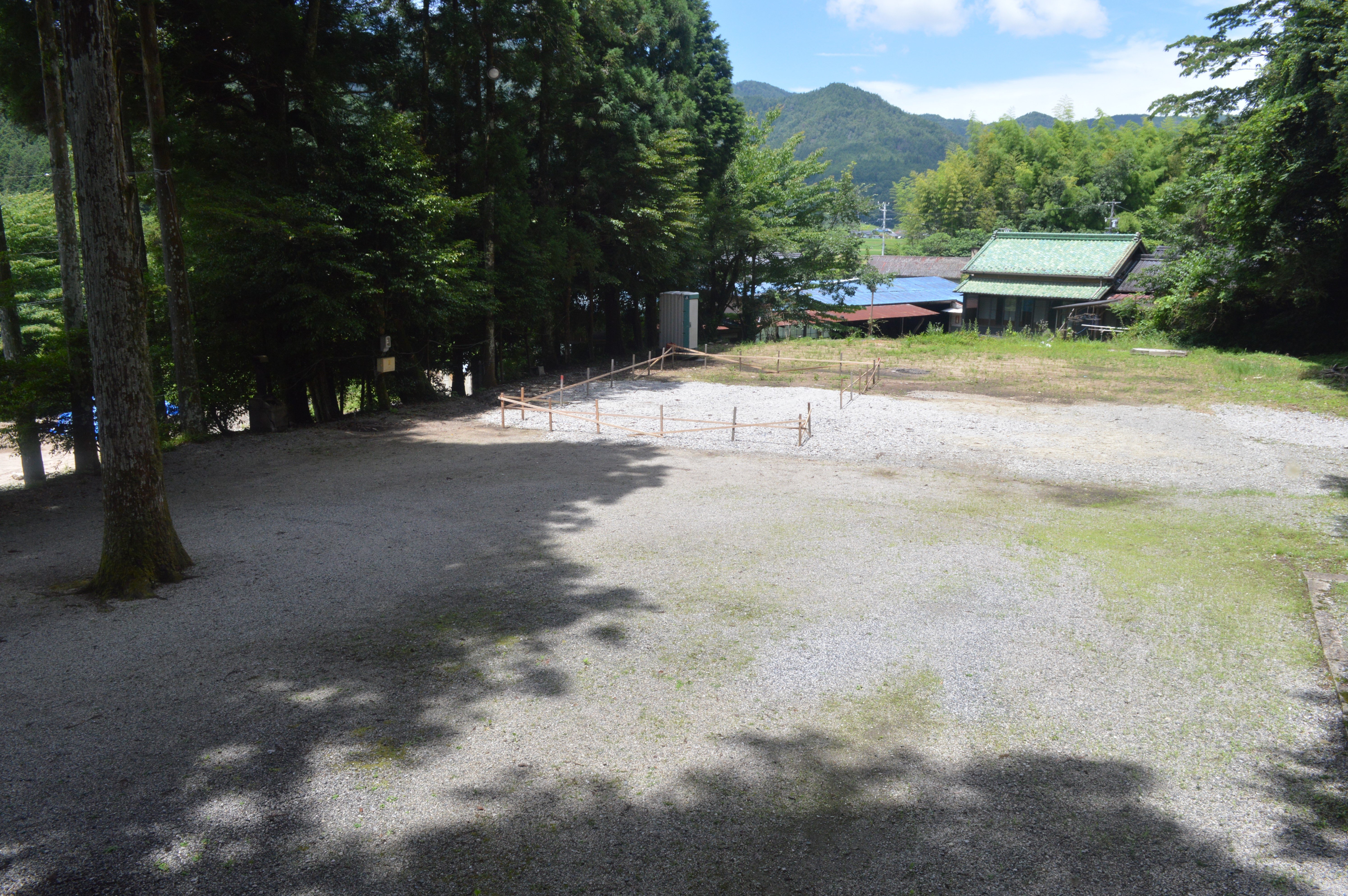
境内の熊野会館跡地

## 年間行事
- 1月 歳旦祭
- 2月 祈年祭 - 大祭。
- 3月 学神祭
- 4月第3土曜・日曜 御例祭。最も大きな祭礼。下と小田子の神輿が境内でぶつかり合う「けんか神輿」が行われる[2][3][1]。
- 5月 月次祭
- 6月 大祓祭
- 7月 月次祭
- 8月 月次祭
- 9月 月次祭
- 10月 月次祭
- 11月 新嘗祭 - 大祭。
- 12月 大祓・除夜祭

出典：まるごと上矢作